# Isak Gustaf Clason

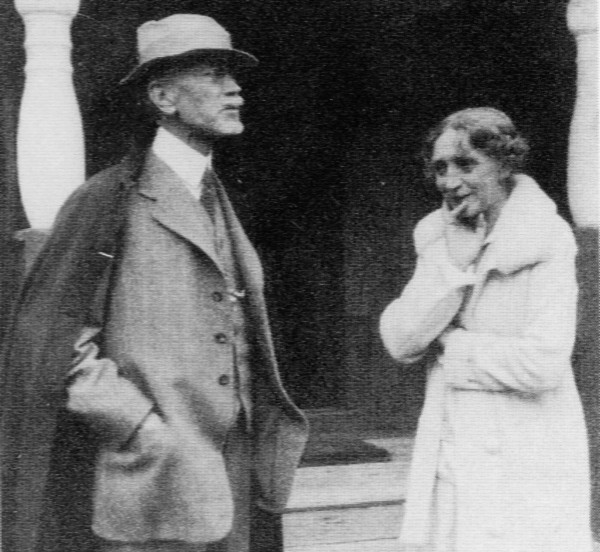
Isak Gustaf Clason mit seiner Frau 1915

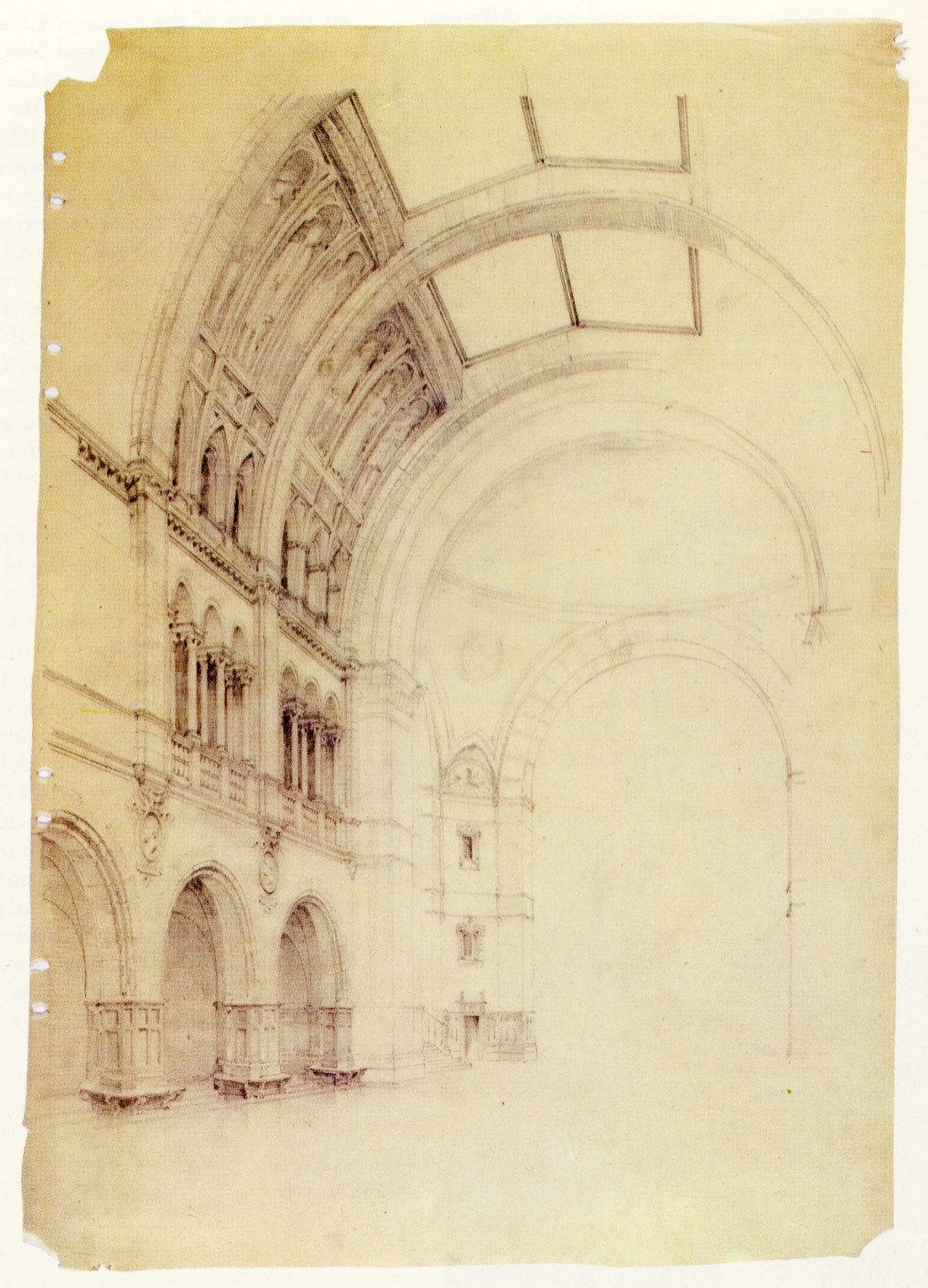
Originalskizze zur Zentralhalle des Nordischen Museums 1891

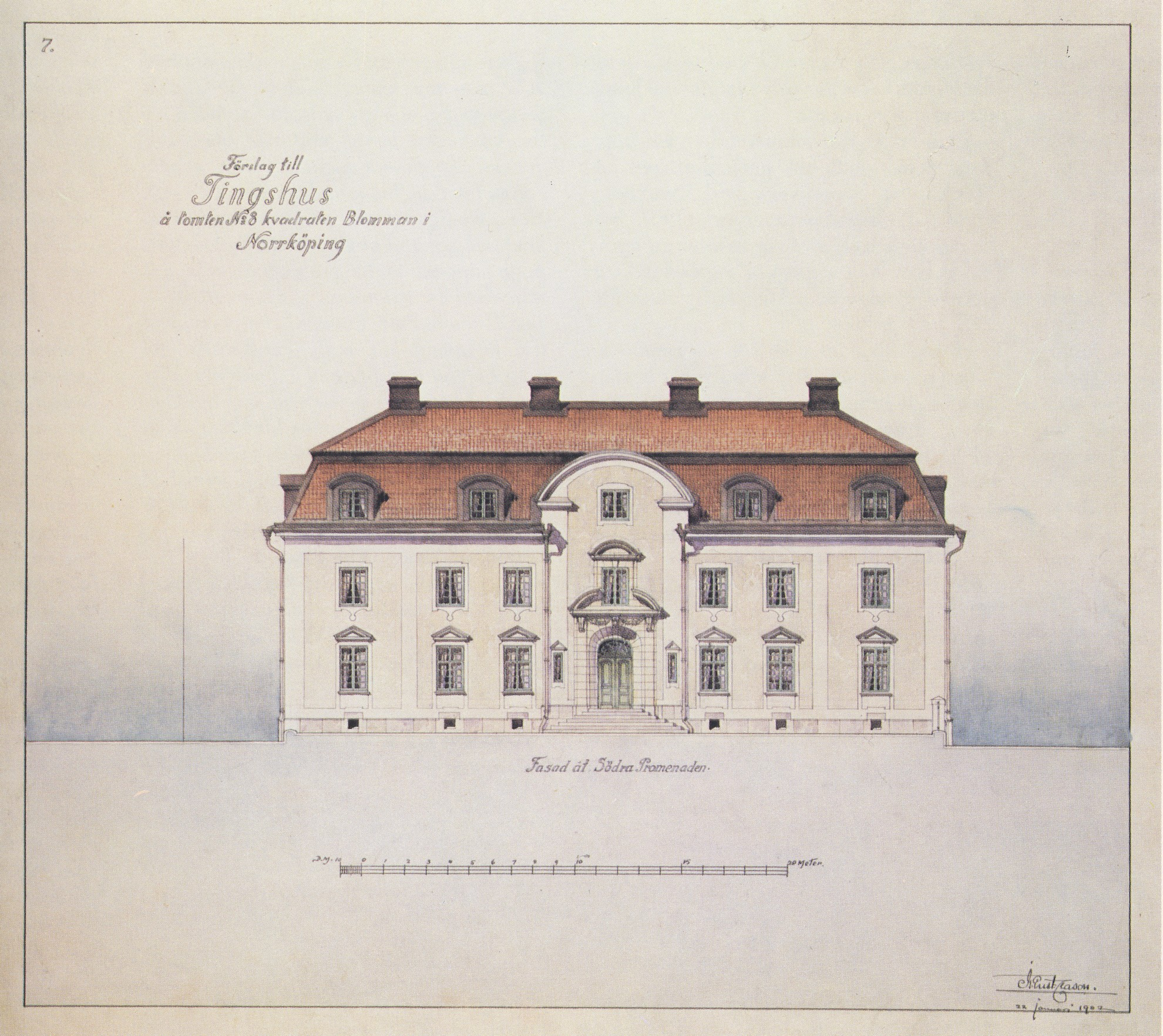
Originalskizze zum Tingshus in Norrköping 1901

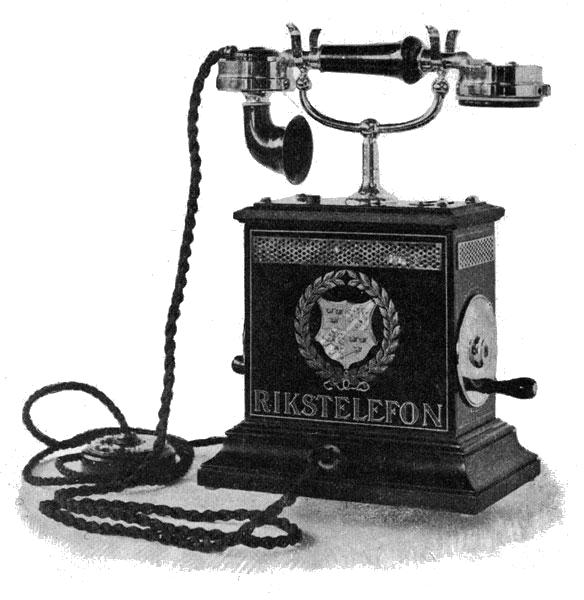
Standard-Telefon 1894

Isak Gustaf Clason (* 30. Juli 1856 in Falun; † 19. Juli 1930) war ein schwedischer Architekt. Er war einer der maßgebenden Architekten des Arts and Crafts Movements in Schweden.

## Ausbildung
Isak Gustaf Clason erhielt seine Ausbildung an der Königlich Technischen Hochschule Stockholm, wo er 1877 von einer rein technischen Ausbildung in die neu eingerichtete Fakultät für Architektur überwechselte. Danach besuchte er die Kunstakademie (Kungliga Akademien för de fria konsterna), die er 1881 mit einer königlichen Medaille und einem Reisestipendium des Staates erfolgreich verließ. Anschließende Studienreisen brachten ihn nach Spanien und Frankreich.

## Leben und Werk
Als Anhänger des Arts and Crafts Movements war Clason ein Fürsprecher für die Verwendung „ehrlicher“ Baumaterialien, wie Granit, Backstein und Kalkstein. Mit der Östermalmshalle von 1888 führte er zusammen mit seinem Kollegen und Partner Kasper Salin die Backsteinarchitektur des norddeutschen Raumes in Stockholm ein. Aus demselben Jahr stammt das Bünsowska huset für Friedrich Bünsow am Strandvägen, ein Bauwerk mit Fassaden aus deutschen Ziegelsteinen mit Mustern in schwarzem, glasiertem Backstein.
Sein Hauptwerk war das Nordiska Museet auf Djurgården, das ihn von 1889 über zwanzig Jahre lang beschäftigen sollte. Diese Zeit wurde zur Schule der jüngeren Mitarbeiter in Clasons Büro, unter ihnen Ragnar Östberg und Lars Israel Wahlman. Mit dem Nordischen Museum kehrte Clason zu einer historischen Formsprache zurück, die an die nordeuropäische Renaissance des 17. Jahrhunderts erinnert und an das Schloss Vadstena.
Um die Jahrhundertwende 1900 führt Clason die Stilrichtung des schwedischen Neobarock an. Ein Beispiel dafür ist das Gerichtshaus (Tingshuset) in Norrköping von 1901. Hier arbeitete Clason mit geputzten, artikulierten Fassaden, wenigen Steindetails und einem Hauch von schwedischer Großmachtzeit in den Gewölben des Treppenhauses.
Im Jahre 1905 verließ Clason die Professur, die er seit 1890 an der Technischen Hochschule innegehabt hatte, und widmete sich nunmehr dem Neubau und der Restaurierung von Schlössern und Herrenhöfen, beispielsweise das Gestüt Adelsnäs in Östergötland (1912–1922) und Selma Lagerlöfs Mårbacka in Värmland (1925). 1917 wurde er zum Ehrendoktor der Philosophie an der Universität Uppsala ernannt.
Isak Gustaf Clason war auch einer der ersten Industriedesigner des Landes. 1894 gestaltete er Schwedens erstes Standard-Tischtelefon für das Kongl. Elecktriska Telegraf-Werket.

## Weitere Arbeiten (Auswahl)
- Thaveniuska huset, Strandvägen in Stockholm, 1884–1885
- Bünsowska huset, Strandvägen in Stockholm, 1886–1888
- Norrlands nation, Uppsala 1889
- Adelswärdska huset, Strömgatan, Stockholm 1889–1890
- Hallwylska palatset, Hamngatan 4, Stockholm 1893–1898
- Norrköpings rådhus, Norrköping 1907–1910
- Villa Mariehill, Djurgården, Stockholm 1908
- Lönö herrgård, Norrköpings kommun, 1911–1913
- Skånska Hypoteksföreningen bankpalats, Lund 1916–1919
- Timmermansordens palats, Stockholm 1913–1923

## Bilder

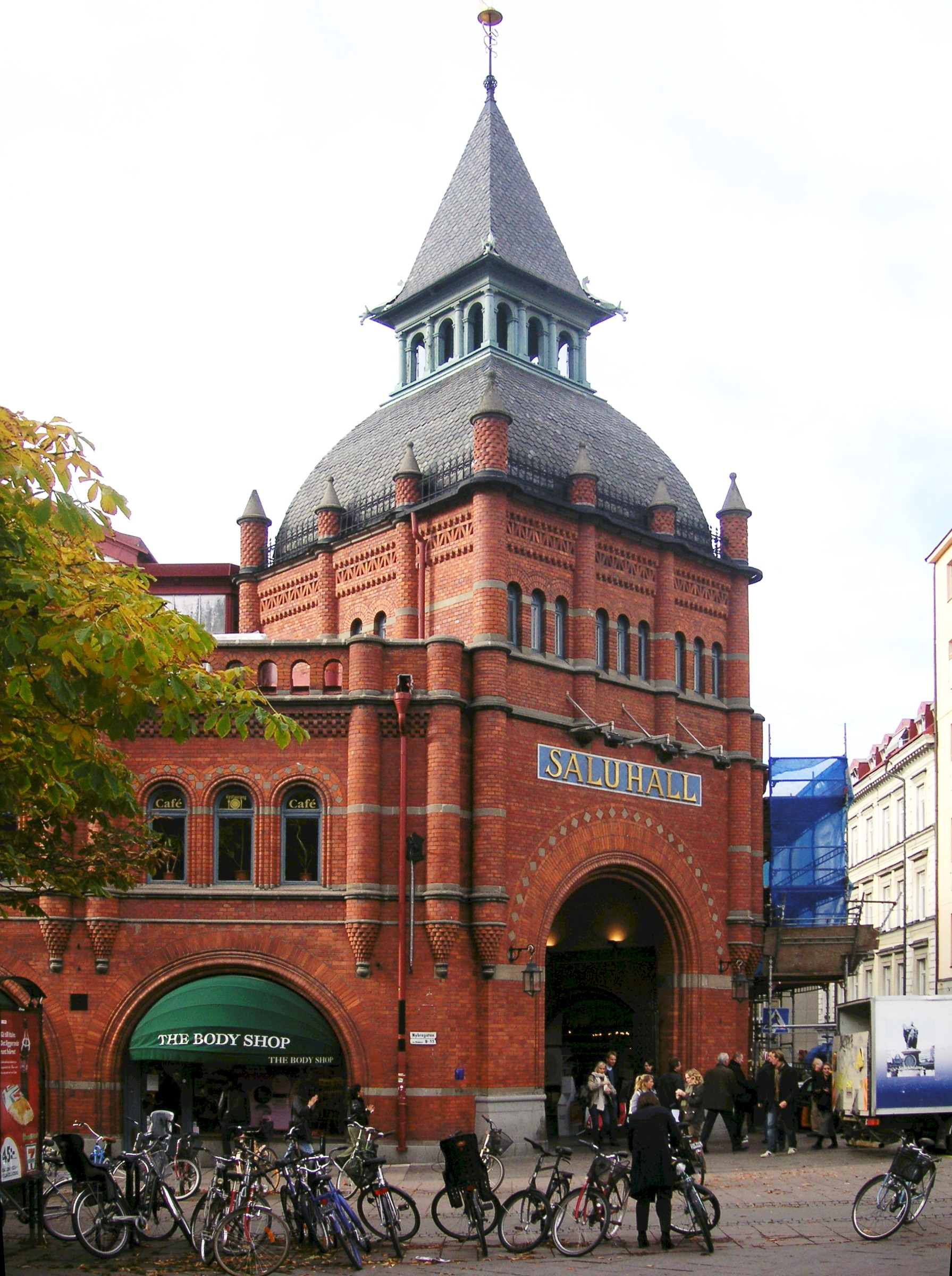
Östermalms Saluhall
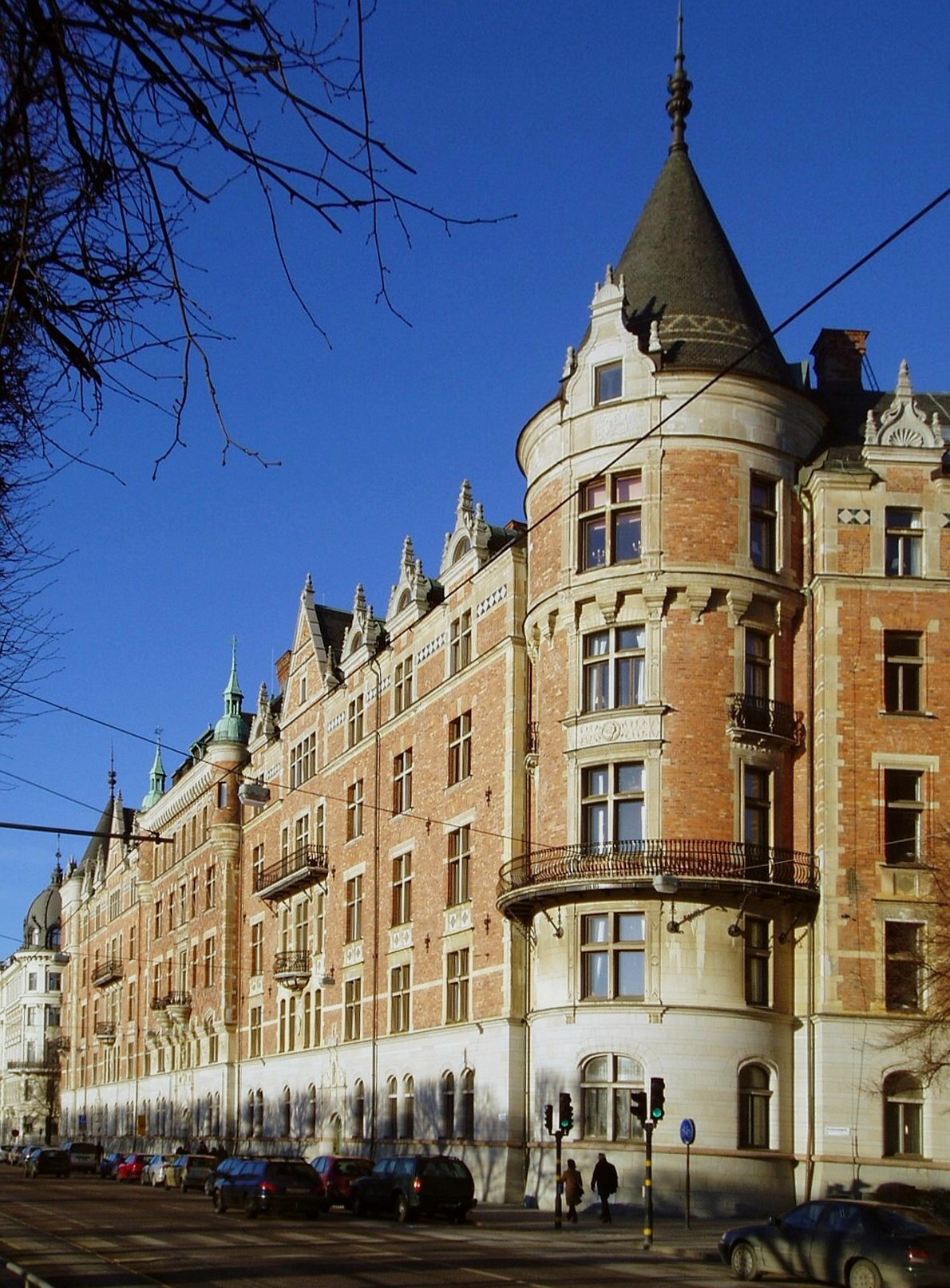
Bünsowska huset
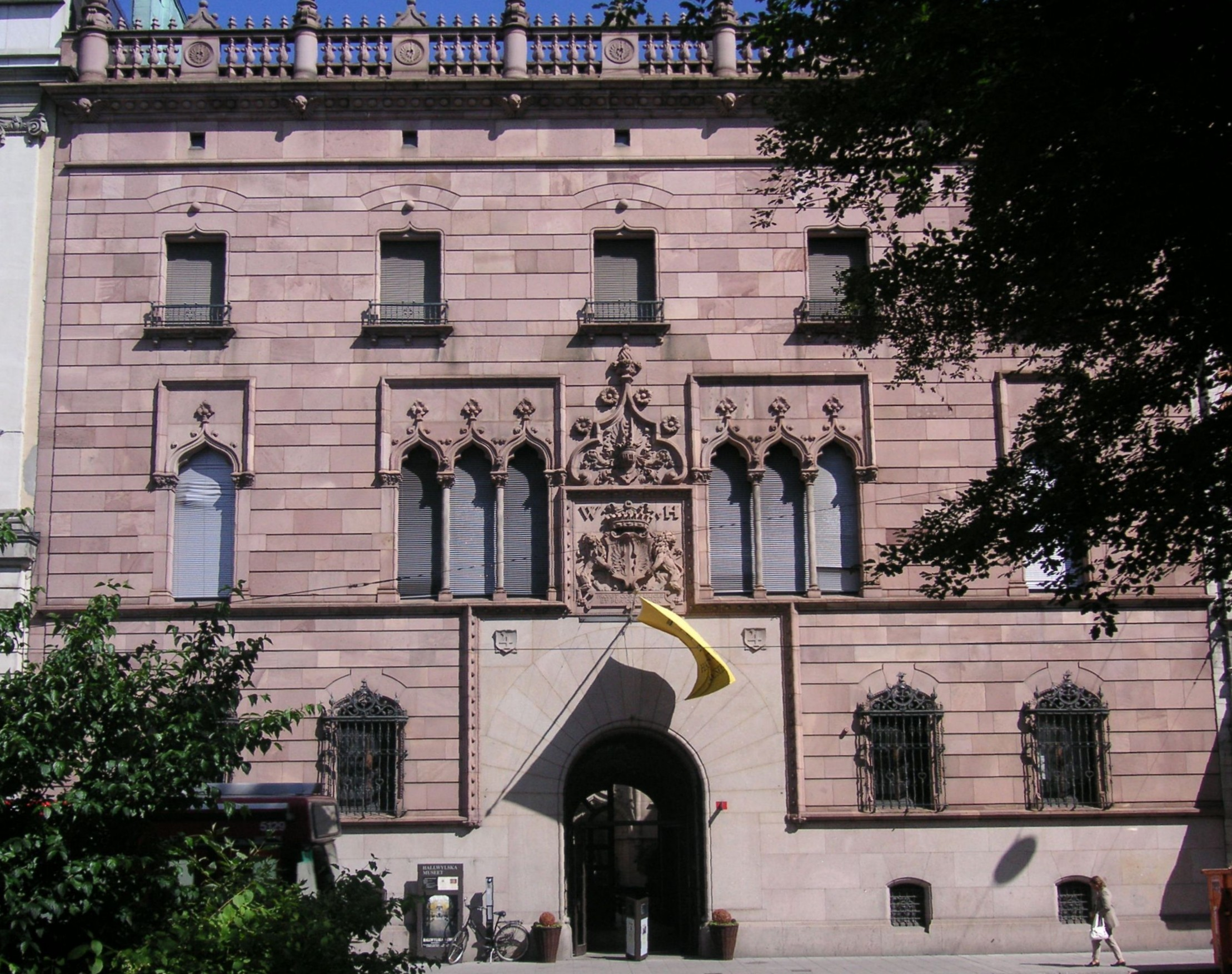
Hallwylska palatset
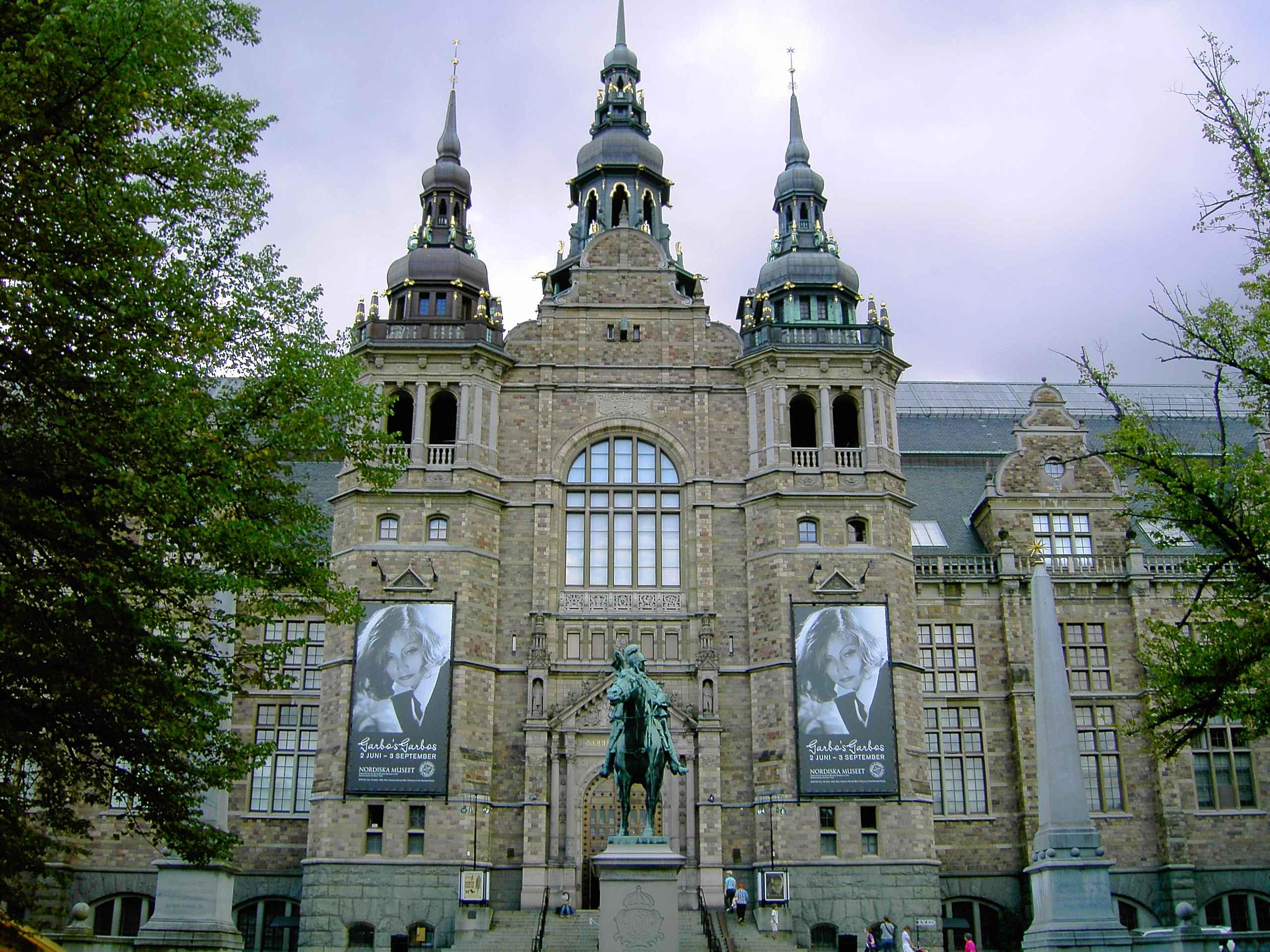
Nordiska museet